# Unsere Volksbank St. Wendeler Land
Unsere Volksbank eG St. Wendeler Land war eine Genossenschaftsbank mit Sitz im saarländischen St. Wendel.

## Geschichte
1928 wurde die St. Wendeler Volksbank eG gegründet. Nach der Übernahme einiger Kreditinstitute in den 1930er bis 1950er Jahren lag der Schwerpunkt ihrer Verschmelzungen in den 1960er Jahren. 2000 fusionierte sie mit der Volksbank eG Nonnweiler und 2002 mit der Volksbank Urexweiler-Marpingen eG. Das älteste der eingeschmolzenen Vorläuferinstitute, die Raiffeisenkasse Tholey eGmbH, reichte bis ins Jahr 1873 zurück.
2015 fusionierte die Bank mit der Volksbank Nahe-Schaumberg eG, die am 7. September 2001 aus der Fusion von Theleyer Volksbank eG und Volksbank Obere Nahe eG (vormals Volksbank Gonnesweiler eG) hervorging, und hieß seither Unsere Volksbank eG St. Wendeler Land.
Im November 2018 beschlossen die außerordentlichen Vertreterversammlungen der Bank 1 Saar eG und der Unsere Volksbank eG St. Wendeler Land mit je 100 Prozent Zustimmung die Fusion ihrer Banken. Die Eintragung der Fusion ins Genossenschaftsregister erfolgte am 4. Juli 2019.